# Файет (окръг, Пенсилвания)
Окръг Файет (на английски: Fayette County) е окръг в щата Пенсилвания, Съединени американски щати. Площта му е 2067 km², а населението - 131 504 души (2017). Административен център е град Юниънтаун.